# Padma Lakshmi
Padma Pavarti Lakshmi Embaixador(a) da boa vontade da PNUD (em tâmil: பத்மா பார்வதி லட்சுமி; romaniz.: Pronúncia tâmil: [ˈpɐd̪maː ˈlɐkʂmi]; nascida em Chennai, Tâmil Nadu, Índia, em 1 de setembro de 1970) é uma modelo, atriz, apresentadora e escritora indo-americana. Nascida na Índia, Lakshmi imigrou para os Estados Unidos quando criança e foi criada na Califórnia. Sua vida profissional começou por acaso, quando foi avistada por um agente em um café na Espanha, e convidada a ser modelo, antes de embarcar na carreira na televisão. Desde então, desfilou para estilistas como Yves Saint Laurent, Emanuel Ungaro, Ralph Lauren, Alberta Ferretti, entre outros, além de ter feito campanhas para Roberto Cavalli e Versus. 
Tornou-se fluente em cinco línguas: inglês, hindi, espanhol, italiano e tâmil. O seu nome significa lótus em sânscrito. 
Lakshmi apresentou o reality show de competição culinária Top Chef, no canal Bravo continuamente de 2006 à 2023. Ela também é criadora, apresentadora e produtora executiva da série documental Taste the Nation with Padma Lakshmi, que estreou em junho de 2020 no Hulu. A série fala sobre a comida e a cultura de comunidades imigrantes e indígenas em toda a América. Por seu trabalho com essas duas séries, como produtora executiva e como apresentadora, ela recebeu 16 indicações ao Emmy. 
Ela escreveu cinco livros: dois de culinária, Easy Exotic e Tangy, Tart, Hot & Sweet; uma enciclopédia, The Encyclopedia of Spices & Herbs: An Essential Guide to the Flavors of the World; uma autobiografia, Love, Loss, and What We Ate; e um livro infantil, Tomatoes for Neela, ilustrado por Juana Martinez-Neal, os últimos dois aparecendo na lista de bestsellers do The New York Times.
Em 2023, ela foi colocada na lista de 100 pessoas mais influentes do mundo da revista Times, como co-criadora da Fundação de Endometriose da América, e embaixadora da boa vontade do Programa das Nações Unidas para o Desenvolvimento.
Foi casada com o escritor indo-britânico Salman Rushdie, de quem anunciou o divórcio em julho de 2007. Padma deu à luz à Krishna em 20 de fevereiro de 2010, na cidade de Nova York.